# Um Dia, um Rio
Um dia, um rio é um livro infantojuvenil do escritor brasileiro Leo Cunha e ilustrado por André Neves. Foi lançado em 2016 pela editora Pulo do Gato.

## Enredo
A obra é inspirada no rompimento das barragens do Rio Doce em Mariana em 2015. Revela a vida do Rio Doce antes e após a tragédia causada pelo rompimento da barragem de rejeitos da mineradora Samarco.
O livro é dividido em três momentos: o rio antes do desastre e a relação com as pessoas no entorno; o momento do rompimento da barragem e o pós desastre.

## Recepção
O livro foi finalista do Prêmio Jabuti em 2017.

## Adaptações
Em 2023, foi adaptado para o teatro pelo Grupo 59. A peça venceu o Prêmio APCA de melhor adaptação em 2024. 